# Guindy National Park
Guindy National Park är en nationalpark i Indien.   Den ligger i delstaten Tamil Nadu, i den södra delen av landet, 1 800 km söder om huvudstaden New Delhi. Guindy National Park ligger 18 meter över havet. Arean är 2,8 kvadratkilometer.
Savannklimat råder i trakten. Årsmedeltemperaturen i trakten är 28 °C. Den varmaste månaden är april, då medeltemperaturen är 31 °C, och den kallaste är november, med 24 °C. Genomsnittlig årsnederbörd är 1 357 millimeter. Den regnigaste månaden är oktober, med i genomsnitt 358 mm nederbörd, och den torraste är april, med 6 mm nederbörd.